# فرانز إرنست نيومان
فرانز إرنست نيومان (بالألمانية: Franz Ernst Neumann)‏ (و. 1798 – 1895 م) هو فيزيائي، ورياضياتي، وأستاذ جامعي، ألماني، ولد في يواخيمستال، وكان عضوًا في الجمعية الملكية، والأكاديمية الروسية للعلوم، والأكاديمية الفرنسية للعلوم، والأكاديمية البروسية للعلوم، توفي في كونيغسبرغ، عن عمر يناهز 97 عاماً.

## التعليم
تعلم في جامعة هومبولت في برلين.

## جوائز
حصل على جوائز منها:
- وسام كوبلي (1886)
- النيشان البافاري الماكسيميلياني للعلوم والفن (1872)
- وسام الاستحقاق للفنون والعلوم.

## روابط خارجية
- فرانز إرنست نيومان على موقع الموسوعة البريطانية (الإنجليزية)